# Caroline Drew
Caroline Drew (...) è un'ex schermitrice britannica, vincitrice di una medaglia di bronzo ai campionati mondiali di scherma.